# Slender Man
Slender Man (někdy též Slenderman) je fiktivní nadpřirozená postava, která vznikla jako internetová creepypasta vytvořená uživatelem Ericem Knudsenem (známým též jako Victor Surge) na fóru Something Awful v roce 2009. Je popisován jako vyzáblá, nepřirozeně vysoká humanoidní postava v černém obleku a bez obličeje, a ve svých příbězích obvykle pronásleduje, unáší nebo traumatizuje své oběti, zejména děti.
Slender Man není vázán na jeden konkrétní příběh, ale objevuje se ve velkém množství rozličných děl, obvykle sdílených pomocí internetu. Fikce zaměřená na Slender Mana zahrnuje mnoho mediálních prostředků včetně literárních a uměleckých děl a videosérií jako je Marble Hornets, kde je znám jako The Operator. Kromě internetových příběhů se Slender Man stal internetovou ikonou a má vliv také na populární kulturu, odkazuje na něj např. postava Enderman ve videohře Minecraft. Slender Man se dočkal i několika svých vlastních her, jako je Slender: The Arrival nebo Slender: The Eight Pages. Také se objevil ve filmové adaptaci Marble Hornets, kde byl ztvárněn Dougem Jonesem, a ve filmu Slender Man z roku 2018, kde ho ztvárnil Javier Botet.
Na začátku roku 2014 vypukla morální panika ohledně Slender Mana poté, co se několik čtenářů jeho povídek stalo aktéry v násilných činech. Ve středu pozornosti byl hlavně incident v americkém městě Waukesha ve Wisconsinu, kde byla téměř ubodána dvanáctiletá dívka ve snaze uspokojit Slender Mana.

## Historie

### Původ
Slender Man byl vytvořen 10. června 2009 v soutěži ve Photoshopu (angl. Photoshop contest) probíhající ve vlákně internetového fóra Something Awful, jejíž podstatou bylo vytváření obrázků s paranormálními jevy. Uživatel Eric Knudsen pod pseudonymem „Victor Surge“ přidal do vlákna dva černobílé obrázky se skupinkami dětí, do kterých přidal vysokou, vyzáblou postavu v černém obleku. Ačkoli předchozí příspěvky ve vlákně byly pouze obrázky, Surge ke svým příspěvkům přidal úryvky textu, které údajně patřily svědkům, kteří popisovali unášení dětí a kteří postavu nazvali „The Slender Man“.

Citace textu pod první fotografií zní:
We didn't want to go, we didn't want to kill them, but its persistent silence and outstretched arms horrified and comforted us at the same time…
— 1983, photographer unknown, presumed dead.
Český překlad: Nechtěli jsme jít, nechtěli jsme je zabít, ale ty jeho natažené ruce a neustálé ticho nás děsí a uklidňuje zároveň...

— 1983, fotograf neznámý, považován za mrtvého.
Citace textu pod druhou fotografií zní:
One of two recovered photographs from the Stirling City Library blaze. Notable for being taken the day which fourteen children vanished and for what is referred to as “The Slender Man”. Deformities cited as film defects by officials. Fire at library occurred one week later. Actual photograph confiscated as evidence.
— 1986, photographer: Mary Thomas, missing since June 13th, 1986.
Český překlad: Jedna ze dvou zachráněných fotografií z požáru Stirlingské knihovny. Je zajímavá tím, že byla pořízena den před zmizením 14 dětí, které je připisováno tzv. „Slender Manovi“. Podle úřadů je znetvoření způsobeno poškozením filmu. Požár knihovny vypukl o týden později. Originál fotografie byl zabaven jako důkazní materiál.

— 1986, fotograf: Mary Thomas, pohřešovaná od 13. června 1986.
Tyto dodatky nápadu výrazně pomohly k dalšímu vývoji. Následující přispěvatelé fóra navázali na postavu Slender Mana a dále ji rozvíjeli přidáváním svých vlastních obrázkových nebo textových příspěvků.

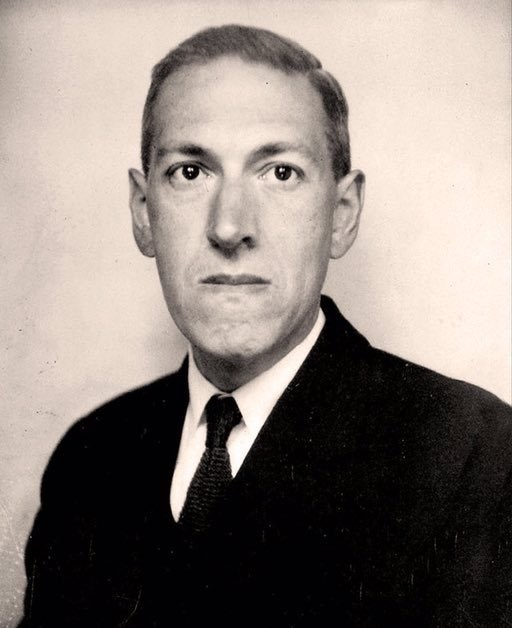
Vznik Slender Mana byl ovlivněn tvorbou H. P. Lovecrafta.

Inspirací pro vytvoření Slender Mana byly pro Knudsena hlavně „That Insidious Beast“ (česky Ta Zákeřná Bestie) od Zacka Parsona (internetové fórum Something Awful), povídka Mlha (The Mist) od Stephena Kinga, svědectví o tzv. „shadow people“ (česky doslova stínoví lidé), americká nadpřirozená bytost Mothman a „Mad Gasser of Mattoon“ (česky Šílený plynař z Mattoonu – označení pro osobu, resp. osoby odpovědné za údajné útoky toxickým plynem v amer. městě Mattoon ve 40. letech 20. stol.). Další inspirací pro něj byli Dlouhán (angl. The Tall Man, postava z filmu Phantasm z roku 1979), H. P. Lovecraft, surrealistická tvorba Williama Borougha a survival hororové hry Silent Hill a Resident Evil. Knudsenův záměr bylo „vytvořit něco, co u běžných lidí vyvolá neklid a hrůzu a jehož motivace je těžko pochopitelná“. Další vymyšlené nebo mytologické bytosti podobné Slender Manovi existující už před jeho vznikem jsou: Džentlmeni (the Gentlemen) – bledí holohlaví démoni v černých oblecích z epizody „Ticho“ (Hush) seriálu Buffy, přemožitelka upírů (v originále Buffy the Vampire Slayer); Muži v černém (Men in Black) – množství zpráv přiznávající jejich záhadný výskyt, nepřirozený zjev a „orientální“ rysy; a The Question, superhrdina bez obličeje od DC, jehož tajná identita je „Victor Sage“, jméno podobné Knudsenovu pseudonymu „Victor Surge“.
Profesorka Shira Chess z University of Georgia ve své knize Folklore, Horror Stories, and the Slender Man: The Development of an Internet Mythology (doslovný překlad „Folklór, hororové příběhy a Slender Man: Vývoj internetové mytologie“) Slender Mana přirovnává k vílám ze starověkého folkloru. Stejně jako víly, Slender Man není z našeho světa a jeho motivy jsou těžko pochopitelné; stejně jako u víl je jeho výskyt neurčitý a často vyobrazuje to, co pozorovatel chce nebo se bojí vidět, a stejně jako víly nazývá svým domovem lesy a opuštěná místa a unáší děti.

### Raný vývoj
Slender Man se brzy stal virálním, lidé podle něj začali vytvářet fanarty, cosplaye a internetové fikce zvané „creepypasta“ – hororové příběhy vyprávěné v krátkých úryvcích snadno kopírovatelného textu šířícího se mezi internetovými stránkami. Slender Man, odtržený od svého původního autora, se tak stal předmětem zájmu v obrovském množství příběhů od různých autorů, zastřešující tak jeho komunitní základnu.
Spousta Slender Manových aspektů se poprvé objevila v původním vlákně fóra Something Awful. Jedním z prvních doplnění legendy o něm přidal uživatel jménem „Thoreau-Up“, který vytvořil pověst odehrávající se v 16. století v Německu, ve které vystupovala postava nazývaná „Der Groẞman“, která naznačovala souvislost se Slender Manem. První videosérie o Slender Manovi se vyvinula z jiného příspěvku od uživatele „ce gars“, který hovoří o fiktivním kamarádovi z filmové školy jménem Alex Kralie, který narazil na něco znepokojivého při natáčení svého prvního celovečerního filmu jménem Marble Hornets. Tato videosérie, publikovaná ve stylu found footage na YouTube, vytváří ARG (alternative reality game) popisující filmařovy zážitky se Slender Manem. Do ARG je také zakomponován účet na Twitteru a další YouTube kanál založený uživatelem „totheark“. V roce 2013 měl kanál Marble Hornets více než 250 000 odběratelů z celého světa a dosáhl hranice 55 milionů zhlédnutí. Později následovaly další videosérie se Slender Manem, např. EverymanHYBRID nebo TribeTwelve.
V roce 2012 vznikla první videoherní adaptace jménem Slender: The Eight Pages, která byla během 1. měsíce po vydání stažena více než 2 milionkrát. Následovaly další populární variace hry, např. Slenderman's shadow a Slender Man pro iOS, která se stala druhou nejpopulárnější aplikací podle počtu stažení. Hra Slender: The Arrival, sequel hry Slender: The Eight Pages, byla vydána roku 2013. Dále bylo natočeno několik nezávislých filmů, jako je Entity nebo The Slender Man, který byl po 10 000 dolarové kampani na Kickstarteru vydán jako zdarma dostupný na internetu. V roce 2013 bylo ohlášeno, že Marble Hornets by se mohl stát celovečerním filmem.

### Popis

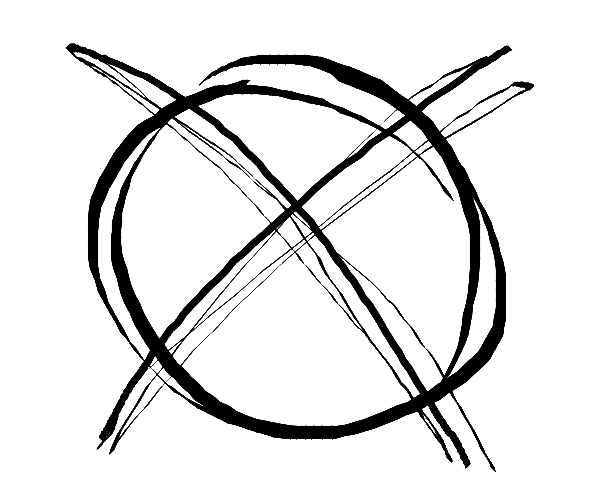
„Slender Manův symbol“ zavedený internetovou sérií Marble Hornets

Protože se legenda o Slender Manovi vyvinula sama bez žádného oficiálního „kánonu“ (zdroje, ze kterého se vychází a který je všeobecně uznávaný), jeho výskyt, motiv, zvyky a schopnosti nejsou pevně dané a mění se od vypravěče k vypravěči. Většinou je popisován jako velmi vysoká a hubená bytost s nepřirozeně dlouhýma rukama připomínající chapadla (někdy jen s chapadly, tj. bez rukou), které mohou být natahovány k zastrašení nebo chycení oběti. Ve většině příbězích má bílou hlavu bez obličeje (někdy se ale může jeho obličej každému jevit jinak) a vypadá, jakoby nosil černý oblek s kravatou. Většinou je spojován s lesy a/nebo opuštěnými místy a má schopnost se teleportovat. Blízkost Slender Mana je spojována s tzv. „Slenderovou nemocí“; tj. rychlý nástup paranoii, noční můry a halucinace doprovázené krvácením z nosu.
V prvních příbězích Slender Man mířil na mladé osoby a děti, některé z nich začaly šílet nebo jednat jeho jménem, zatímco jiné nikoli. Další zase tvrdí, že vyšetřováním Slender Mana člověk připoutá jeho pozornost. Internetová série Marble Hornets přišla s myšlenkou, že Slender Manovi zmocněnci (lidé spadající pod jeho vliv) spíš prostě zešíleli, než že by se skutečně stali jeho loutkami. Marble Hornets také přišly s nápadem, že Slender Man může rušit video a audiozáznamy, stejně tak i vymysleli „Slender Manův symbol“, ⦻, který se stal běžnou součástí fikce o Slender Manovi.
V legendách o Slender Manovi není běžné vyobrazování násilí a tzv. „body horror“, většina příběhů ponechává osud jeho obětí neobjasněný. „Nutno dodat, že jen málo příběhů říká, co přesně je Slender Man zač a jaké jsou jeho konkrétní úmysly – tyto části skládačky nám účelně zůstávají skryty“, poznamenala Shira Chess.

### Příčiny jeho oblíbenosti
Mediální teoretik a folklorista Andrew Peck Slender Manův úspěch připisuje jeho vysoce kolaborativní povaze. Protože postava a její motivy jsou zahaleny tajemstvím, uživatelé mohou přizpůsobit již existující opakující se části a představy k vytváření nových příběhů. Možnost uživatelů využívat nápady jiných a zároveň přidávat své vlastní pomohlo podnítit spolupráci, která kolem Slender Mana vznikla. Namísto používání předem vytvořených pravidel od určitých autorů je autorství postavy vedeno napříč komunitou. V tomto ohledu Slender Man připomíná spíše městské legendy, a úspěch postavy spočívá jak v sociálních interakcích, tak i tvůrčí činnosti.

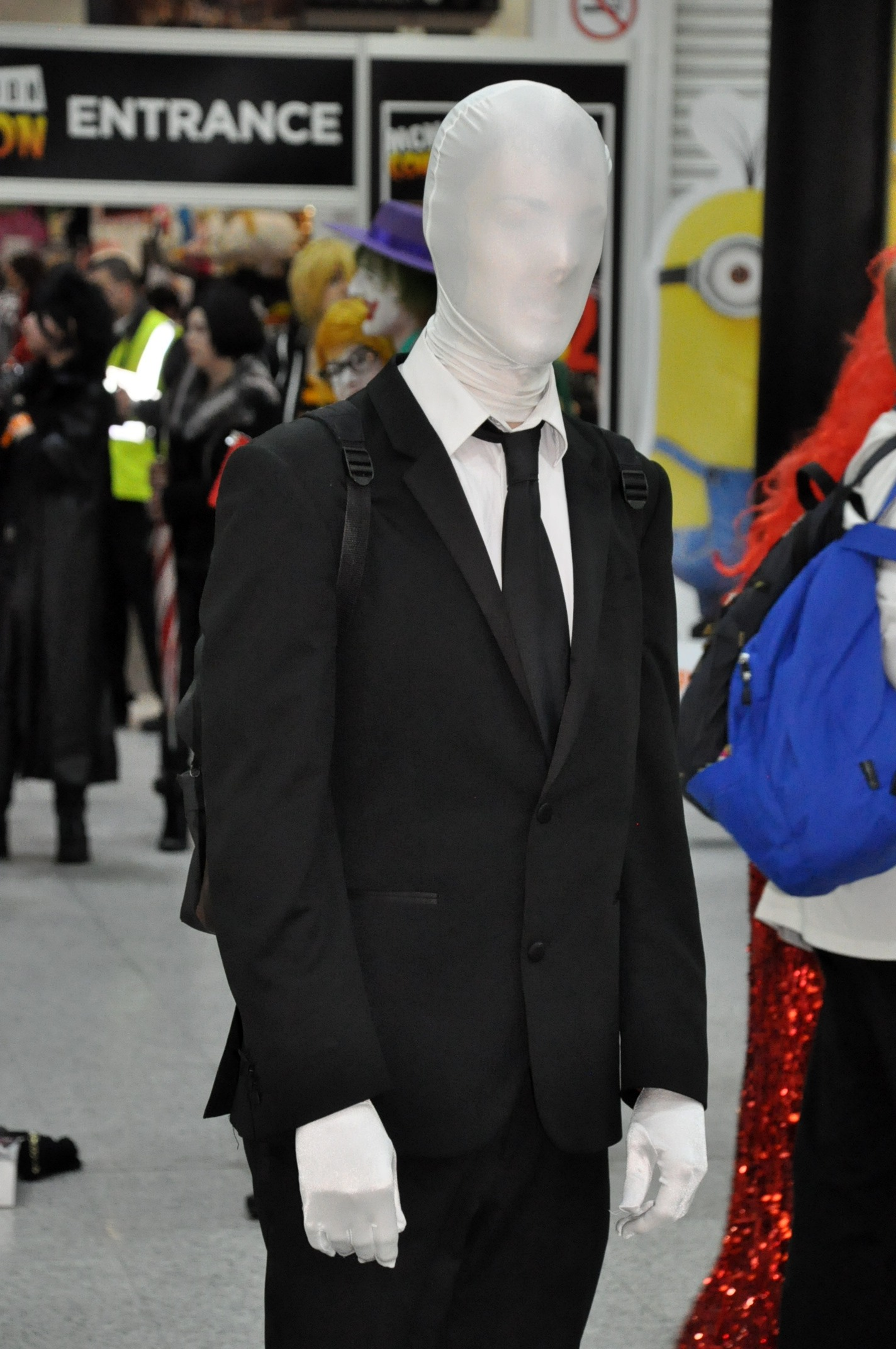
Cosplay Slender Mana v roce 2013

Ačkoli si je většina uživatelů vědoma toho, že Slender Man ve skutečnosti neexistuje, tuto skutečnost záměrně ignorují, aby se lépe ponořili do poslouchání nebo vyprávění příběhů. To Slender Manovi dodává pocit autentičnosti a rozostřuje tak hranici mezi fikcí a realitou, čímž se stává předmětem sporu. Tato rozporuplnost vedla k nejasnostem ohledně původu a záměru postavy. Pouhých pět měsíců po vzniku postavy začal George Noory ve svém rádiovém pořadu Coast to Coast AM zaměřeném na paranormální jevy a konspirační teorie dostávat telefonáty s dotazy ohledně Slender Mana. O dva roky později o něm vyšel článek v novinách Minneapolis Star Tribune uvádějící, že je „těžké určit jeho přesný původ“. Autor Slender Mana Eric Knudsen uvedl, že hodně lidí si stále myslí, že by skutečně mohl existovat, přestože jsou si vědomi toho, že Slender Man vznikl na internetovém fóru Something Awful.
Shira Chess popisuje Slender Mana jako metaforu k „bezmocnosti, rozdíly v moci a neznámých sil“. Peck zase vidí podobnost mezi Slender Manem a běžným strachem z digitálního věku, jako jsou pocity neustálého připojení a pocit, že je člověk bez svého vědomí sledován třetí stranou. Tye Van Horn, pisatel deníku The Elm, prohlásil, že Slender Man představuje moderní strach z neznáma; v době informačního zahlcování si lidé tak odvykli na nevědomost, že mají strach z toho, čemu nedokážou porozumět. Troy Wagner, tvůrce Marble Hornets, připisuje hrůzu ze Slender Mana jeho ohebnosti; lidé si ho mohou upravit na to, co je děsí nejvíc. Tina Marie Boyer poznamenala, že „Slender Man je prohibitivní netvor, ale kulturní hranice, kterou střeží, není jasná. Oběť neví, kdy ji překročila nebo znesvětila.“

### Slender Man stabbing
31. května 2014 došlo k incidentu v americkém městě Waukesha ve Wisconsinu, kdy se dvě dvanáctileté dívky, Morgan Geyser a Anissa Weier, pokusily zavraždit svou stejně starou spolužačku jménem Payton Leutner, přičemž jí uštědřily celkem 19 bodných ran. Při výslechu údajně tvrdily, že chtěly spáchat vraždu jako první krok k tomu, aby se mohly stát zmocněnkyněmi Slender Mana, o kterém se dočetly na internetu. Prý měly strach, že pokud by to neudělaly, tak by Slender Man vyvraždil jejich rodiny. Poté, co pachatelky místo činu opustily, se pobodaná dívka odplazila z lesa ven k silnici, kde si jí všiml projíždějící cyklista. Ten kontaktoval složky záchranného systému a dívka byla zachráněna. Obě pachatelky byly označeny jako duševně choré, ale zároveň souzeny jako plnoleté a oběma hrozil trest odnětí svobody po dobu 65 let. Jedna z dívek také údajně sdělila, že Slender Man umí číst myšlenky, dokáže se teleportovat a že ji sleduje.
Odborníci svědčící u soudu vypověděli, že jedna z dívek (ta, co údajně sdělila, že ji Slender Man sleduje) řekla, že hovořila s Lordem Voldemortem a s jedním ze členů Želvy Ninja. 1. srpna 2014 byla shledána nezpůsobilá k tomu, aby stanula před soudem a soudní řízení bylo odloženo do doby, než se její zdravotní stav zlepší. 12. listopadu 2014 doktor usoudil, že se její zdravotní stav zlepšil natolik, že už je způsobilá stanout před soudem[zdroj?] a 19. prosince 2014 bylo soudcem rozhodnuto, že obě dívky jsou způsobilé k soudnímu procesu. V srpnu 2015 předseda soudu rozhodl, že dívky budou souzeny jako plnoleté, každá pak byla souzena zvlášť. 21. srpna 2017 jedna z nyní patnáctiletých dívek přiznala vinu za spoluúčast při pokusu o vraždu druhého stupně, ale prohlásila, že nebyla zodpovědná za své činy vzhledem k její psychické nemoci. Přestože prokurátor prohlásil, že si byla vědoma toho, co dělá, tak porota rozhodla, že v době napadení byla duševně chorá, znamenaje, že stráví minimálně 3 roky v psychiatrické léčebně. 21. prosince 2017 byla soudcem Michaelem Bohrenem okresního soudu Waukesha již šestnáctiletá Anissa Weier odsouzena k hospitalizaci po dobu 25 let ode dne spáchání zločinu, což by ji mělo ponechat ve zdravotní péči do dovršení 37 let.
4. června 2014 učinil Eric Knudsen prohlášení pro média: „Tragédie ve Wisconsinu mě hluboce zarmoutila a soucítím s rodinami, které postihla tato strašná událost“. Také uvedl, že ohledně této události nebude poskytovat žádné rozhovory.
25. září 2015 bylo oznámeno, že tehdy patnáctiletá Morgan Geyser souhlasila s přiznáním viny k pokusu o vraždu prvního stupně po uzavření dohody, která by ji umožnila vyhnout se vězení. Podle této dohody by zůstala v psychiatrické léčebně, kde již dva roky strávila, po dobu minimálně dalších tří let. Americká tisková agentura Associated Press 1. února 2018 oznámila, že Morgan Geyser byla odsouzena k pobytu ve Wisconsinské psychiatrické léčebně po dobu 40 let, což je nejvyšší možná trestní sazba.

### Morální panika a další incidenty
Po Waukeshském incidentu vypukla morální panika ohledně Slender Mana napříč celými Spojenými státy. Rodiče z celé země dostali strach z potenciálního nebezpečí, do kterého by se jejich děti mohly dostat kvůli jeho příběhům. Policejní náčelník města Waukesha Russell Jack učinil silně medializované prohlášení, že incident „by měl být důrazným varováním pro všechny rodiče“ o tom, jak je „internet plný temných a strašlivých věcí“.
Neznámá žena z amerického města Cincinnati v Ohiu se svěřila reportérovi televizního kanálu WWLT o tom, že byla nožem napadena svou třináctiletou dcerou. Podle ní ji k útoku vedly hororové příběhy, které její dcera údajně píše, z nichž některé byly i o Slender Manovi.
Čtrnáctiletá dívka z amerického města Port Richey na Floridě údajně založila požár u nich doma v době, kdy uvnitř byl její devítiletý bratr s matkou. Podle zpráv od policie dívka četla internetové příběhy o Slender Manovi, nebo také mangu Soul Eater od japonského autora Acuši Ókuba. Eddie Daniels z šerifovy kanceláře okresu Pasco řekl, že dívka navštěvovala internetové stránky obsahující hodně informací o Slender Manovi a příběhů o něm a že se dá s jistotou říct, že tam nějaká spojitost je. K události došlo 4. září 2014.
Během série pokusů o sebevraždu lidí ve věku 12 až 24 let v Indiánské rezervaci Pine Ridge na začátku roku 2015 byl Slender Man uveden jako jedna z možných příčin; vůdce kmene Siouxů Oglala poznamenal, že mnoho domorodých Američanů po dlouhá léta věří v tzv. „sebevražedné duchy“, kteří jsou podobni Slender Manovi. Další Siouxové popisují tzv. „Velkého muže“ jako posla nebo znamení, že se společnost vyvíjí nebezpečným směrem.
Podle „Slender Man stabbing“ byl natočen dokumentární film Pozor na Slendermana (angl. Beware the Slenderman) režírovaný Irenou Taylor Brodsky, který byl uveden společností HBO Films v březnu 2016 a odvysílán na HBO 23. ledna 2017.

### Vývoj po Slender Man stabbing
„Slender Man stabbing“, který na sebe upoutal velkou pozornost médií v negativním slova smyslu, nezvratně změnil celou legendu o Slender Manovi a jeho internetovou komunitu. Slender Man najednou nabral úplně nové obrátky – to, co většina lidí brala jen jako strašidelný internetový mem, najednou začalo zasahovat do reality, což se většině fanouškům vůbec nelíbilo. Velké množství internetových blogů zasvěcených Slender Manovi buď úplně skončilo nebo hodně ztratily na popularitě, stejně tak i samotná legenda o něm. Vzhledem k tomu, jak děsivý mnoha lidem připadal, jeho přítomnost v populární kultuře a mainstreamu přispěla toliko k jeho úpadku.
Po roce 2015 se začala více objevovat vyobrazení Slendera Mana v trochu lepším světle. V hodně příbězích vystupoval jako antihrdina chránící šikanované děti, k jejichž obraně však používá násilí. V některých příbězích se dokonce objevovala i jeho dcera, Skinny Sally – mladá dívka pokrytá modřinami a řeznými ranami, která je někdy ukazována se svým otcem, jak ji starostlivě nese na svých ramenou. Odborný asistent folkloru na univerzitě Utah State University Lynn McNeill zpozoroval, že vyobrazení Slender Mana v lepším světle se začaly objevovat krátce po „Slender Man stabbing“ a myslí si, že tento trend může být reakce fanoušků na násilnost onoho činu.
Navzdory úpadku zájmu o Slender Mana se od jeho komerčních zpracování neupustilo. V roce 2015 vyšlo na VOD filmové zpracování Marble Hornets pojmenované Always Watching: A Marble Hornets Story, kde byl Slender Man ztvárněn Dougem Jonsem. Roku 2016 se Screen Gems, dceřiná společnost Sony Pictures, sdružila s Mythology Entertainment kvůli filmu Slender Man s Javierem Botetem v hlavní roli, který jako vůbec první film o Slender Manovi zamířil do kin.
Kolem filmu vznikla velká kontroverze již krátce po jeho ohlášení, a tvůrci byli nařčeni ze snahy vydělat na „Slender Man stabbing“. Bill Weier, otec jedné z odsouzených dívek, svůj názor vyjádřil následovně: „Je naprosto absurdní, že chtějí natočit takový film... Jenom tím zhoršují utrpení rodin všech zúčastněných.“ Na aktivistické sociální síti Care2 vznikla petice žádající o to, aby film nikdy nebyl vydán, a která získala více než 19 000 podpisů. Představitelé společnosti Sony ale trvali na tom, že film je založený na fiktivní postavě, která se na internetu stala velmi oblíbenou, nikoliv na „Slender Man stabbing“.
Ihned po uvedení do kin v srpnu 2018 se film stal obrovským fiaskem a schytal velmi negativní recenze od kritiků. David Ehrlich z IndieWire film ohodnotil písmenem D a napsal, že film je „mdlá, nepoživatelně nedovařená porce otřepané internetové creepypasty, usilující o to se stát pro éru YouTube to samé, co byl Kruh pro generaci VHS. Mezi těmito filmy je ale jeden velký rozdíl: Kruh je dobrý, ale Slender Man příšerný.“ Carli Velocci píšící pro The Verge nazval film „hřebíčkem do rakve umírající fanouškovské základny“.

## Folkloristická hodnota
Několik vědců se hádalo o to, zda Slender Man představuje jakousi formu folkloru, navzdory faktu, že se jedná o vymyšlené dílo s jasně zmapovaným původem. Shira Chess tvrdí, že Slender Manem ilustruje podobnost mezi tradičním folklorem a svobodným duchem internetu. To, že na rozdíl od tradičních příšer jako jsou upíři nebo vlkodlaci může být legenda o Slender Manovi jasně pozorována a mapována nám umožňuje porozumět tomu, jak vůbec folklor a mýty vznikají. Chess zároveň vyčlenila tři aspekty Slender Mana, které ho k folkloru vážou: Kolektivita (je vytvářen kolektivně a ne jen jedním člověkem), proměnlivost (příběh se mění od vypravěče k vypravěči) a provedení (vypravěčovo vypravování se mění podle odezvy jeho/jejích posluchačů).

## Copyright
Navzdory jeho folkoristickým hodnotám, Slender Man není volné dílo. Zatímco několik proziskových projektů se Slender Manem jednoznačně určilo Erica Knudsena jako autora této fiktivní postavy, jiným (vč. filmu financovaného pomocí Kickstarteru) byl vstup na trh zakázán soudní žalobou od Knudsena nebo jiných zdrojů. Věc je navíc poněkud komplikována faktem, že ačkoliv je Knudsen autorem postavy a osobně vydal povolení nejednomu projektu se Slender Manem, tak třetí strana je držitelem práva na filmové, televizní a jakékoliv další adaptace Slender Mana. Tento držitel práva Slender Mana nikdy neučinil veřejným. Sám Knudsen prohlásil, že jeho vymáhání autorského práva nemá moc co s dočiněním s penězi jako spíše s uměleckou integritou: „Chtěl jsem jen, aby z toho vzniklo něco úžasnýho... něco znepokojivýho a strašidelnýho, a něco tak trochu jinýho. Naštvalo by mě, kdyby se z toho prostě jen stalo něco obyčejnýho.“ V květnu roku 2016 byla mediální práva na Slender Mana prodána produkční společnosti Mythology Entertainment.

## Slender Man v populární kultuře
- V roce 2011 přidal Markus „Notch“ Persson, tvůrce nezávislé sandboxové hry Minecraft, novou nepřátelskou postavu, kterou poté, co mnoho uživatelů na Redditu a Google+ upozornilo na podobnost ke Slender Manovi, nazval „Enderman“.[5]
- Slender Man byl antagonista v epizodě „SubterrFaenean“ 3. řady kanadského seriálu Dívka odjinud, ve které bylo řečeno, že legenda o Krysařovi je založena na Slender Manovi.[66][67]
- Na začátku roku 2013 byla na americké televizní stanici Fox v přestávce mezi pořady odvysílána písnička a animované video jménem „Sympathy For Slender Man“ v rámci pořadu známém jako ADHD Shorts patřící pod Animation Domination High-Def.[68]
- V epizodě „Pinkie Apple Pie“ kanadsko-amerického seriálu Můj malý Pony: Přátelství je magické z roku 2014 se krátce objevila poníková verze Slender Mana.[69]
- Americký televizní seriál Lovci duchů parodoval Slender Mana jakožto „Thinmana“ ve stejnojmenné epizodě.[70]
- Roku 2016 vydala americká horror punková hudební skupina Haunted Garage EP jménem Slenderman and Other Strange Tales obsahující písničku a doprovodné video založené jak na Slender Manovi, tak na incidentu z roku 2014 zvaném „Slender Man stabbing“.[71]
- Epizoda „Glasgowmanův hněv“ 16. řady amerického televizního seriálu Zákon a pořádek: Útvar pro zvláštní oběti byla inspirována incidentem obecně známém jako „Slender Man stabbing“.[72]
- Desková hra Kingdom Death: Monster obsahuje rozšiřující balíček vytvořený podle Slender Mana.[73]
- MMORPG jménem AdventureQuest Worlds obsahuje nespočet brnění a mazlíčků vytvořených podle Slender Mana.[74]
- Slender Man se objevil v epizodě „Plánované rodičovství“ 2. řady amerického komediálního seriálu Big Mouth.[75]
- Slender Man byl zmíněn postavou jménem Ben Chang v 1. epizodě šesté řady jménem „Žebříky“ amerického televizního seriálu Zpátky do školy.[76]